# ماتیاس کلاینهایسترکامپ
ماتیاس کلاینهایسترکامپ (به آلمانی: Matthias Kleinheisterkamp) (زاده ۲۲ ژوئن ۱۸۹۳ – مرگ ۲۹ آوریل ۱۹۴۵) یک ژنرال آلمانی در دوره رایش سوم و از ۷ ژوئیه ۱۹۴۱ تا ۱۸ ژوئیه ۱۹۴۱ فرمانده لشکر سوم زرهی اس‌اس و از ۳۱ دسامبر ۱۹۴۱ تا ۱۹ آوریل ۱۹۴۲ فرمانده لشکر دوم زرهی اس‌اس بود. وی همچنین از ۱۵ ژوئن ۱۹۴۲ تا ۱۵ دسامبر ۱۹۴۳ فرمانده لشکر ششم کوهستانی اس‌اس بود.